# Національний парк Гонарежу
Національний парк Гонарежу — національний парк, розташований на південному сході Зімбабве. Він розташований у відносно віддаленому куточку провінції Масвінго, на південь від Чіманімані вздовж кордону з Мозамбіком. Завдяки своїм великим розмірам, пересіченій місцевості та розташуванню далеко від основних туристичних маршрутів, великі території Гонарежу залишаються незайманими і дикими.
Площа парку 5,053 км². Гонарежу є другим за величиною національним парком країни після Національного парку Хванге. Слово Гонарежу перекладається з мови шона і означає «Місце слонів».
Національний парк Гонарежу є частиною Великого транскордонного парку Лімпопо, який з'єднує Гонарежу з Національним парком Крюгера в Південній Африці та Національним парком Лімпопо в Мозамбіку. Тварини можуть вільно пересуватися між трьома заповідниками. Північно-східна частина Гонарежу розташована в межах замбезійських мопанових лісів, тоді як південно-західна частина розташована в екорегіоні бушвельд Південної Африки.

## Історія
Національний парк Гонарежу вперше був створений як охоронна територія в 1936 році як мисливський заповідник. Національним парком був оголошений у 1975 році. Парк мав бурхливу історію та був закритий для публіки під час Родезійської війни та протягом більшої частини громадянської війни в Мозамбіку, але був знову відкритий у 1994 році. Між 1994 і 2007 роками Національний парк Гонарежу повністю управлявся Управлінням парків і дикої природи Зімбабве. Однак через економічні проблеми в Зімбабве до 2007 року парк мав слабке фінансування. У 2007 році Управління парків і дикої природи Зімбабве уклало модель фінансової та технічної допомоги для Національного парку Гонарежу з Франкфуртським зоологічним товариством. Ця модель діяла до 2017 року і була спрямована на інвестиції в інфраструктуру та захист ресурсів парку. У березні 2017 року управління Gonarezhou було передано Gonarezhou Conservation Trust, партнерству спільного управління між Управлінням парків і дикої природи Зімбабве та Франкфуртським зоологічним товариством. 

## Особливості
Національний парк Гонарежу є одним із знакових районів дикої природи в Африці, з відносно невеликою кількістю туристів, але може похвалитися дивовижним розмаїттям ландшафтів, особливостей і популяцією диких тварин. Безумовно, найвідомішою та видатною особливістю парку є скелі Чілоджо, з пісковика, що підносяться на 180 метрів у висоту і простягаються на 20 кілометрів уздовж південного берега річки Рунде. Іншими ключовими об’єктами на півночі парку є два великі природні котловани: Тембвахата та Мачану, що утворилися на стику річок Саве та річки Рунде. У центральній і південній частинах парку розташовані плато Наймтонгве, залишки скель Чілоджо, Червоні пагорби Нтамбамбомву, а також ущелина Самалема, де річка Мвенезі прорізає тверду вивержену породу, утворюючи звивисту річкову ущелину.

### Тваринний світ
Історично парк був місцем проживання капської дикої собаки ( Lycaon pictus ), яка перебуває під загрозою зникнення. Вважається, що транскордонне сполучення з національними парками в Мозамбіку було б найкращою можливістю відновити або зберегти життєздатність цього виду в прилеглих національних парках  у Південній Африці та Мозамбіку. Інші ссавці, які населяють парк: слон, жирафа, бегемот, капський буйвіл, зебра, гну, чорний і білий носороги, лев, леопард, гепард і гієна.

## Галерея

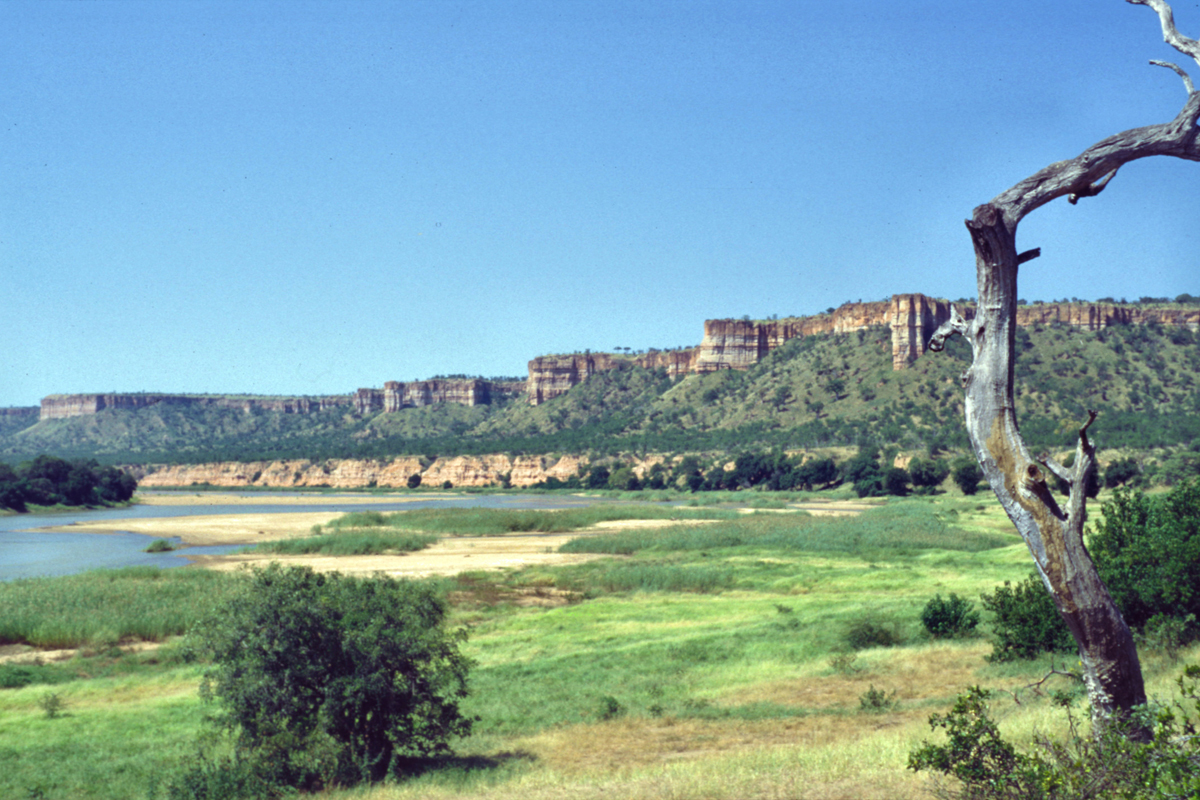
Скелі Чилоджо
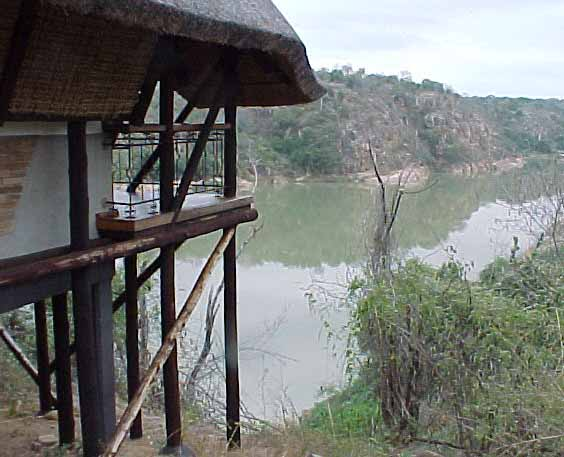
Чило Лодж
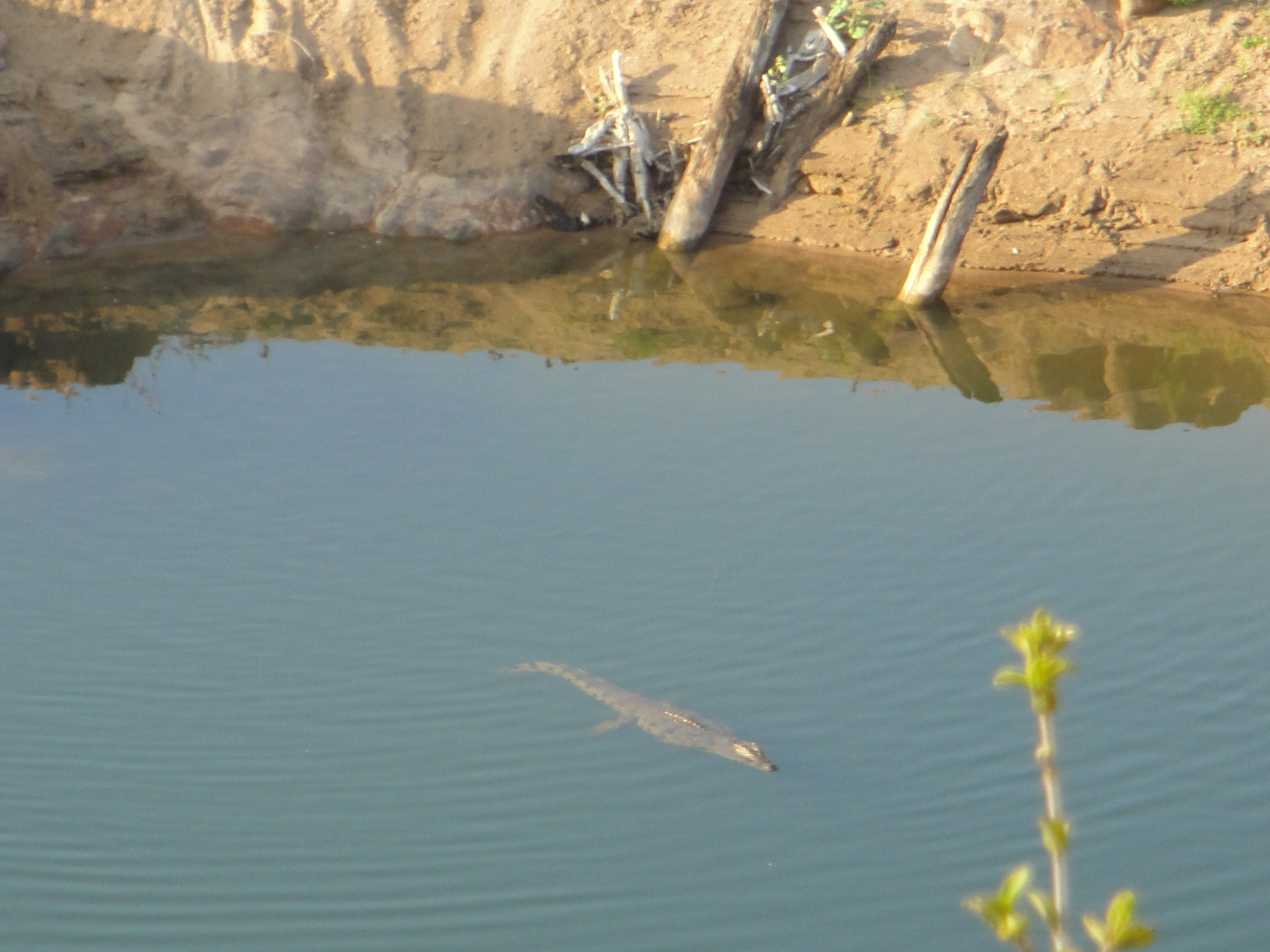
Крокодил в басейні Макоквані
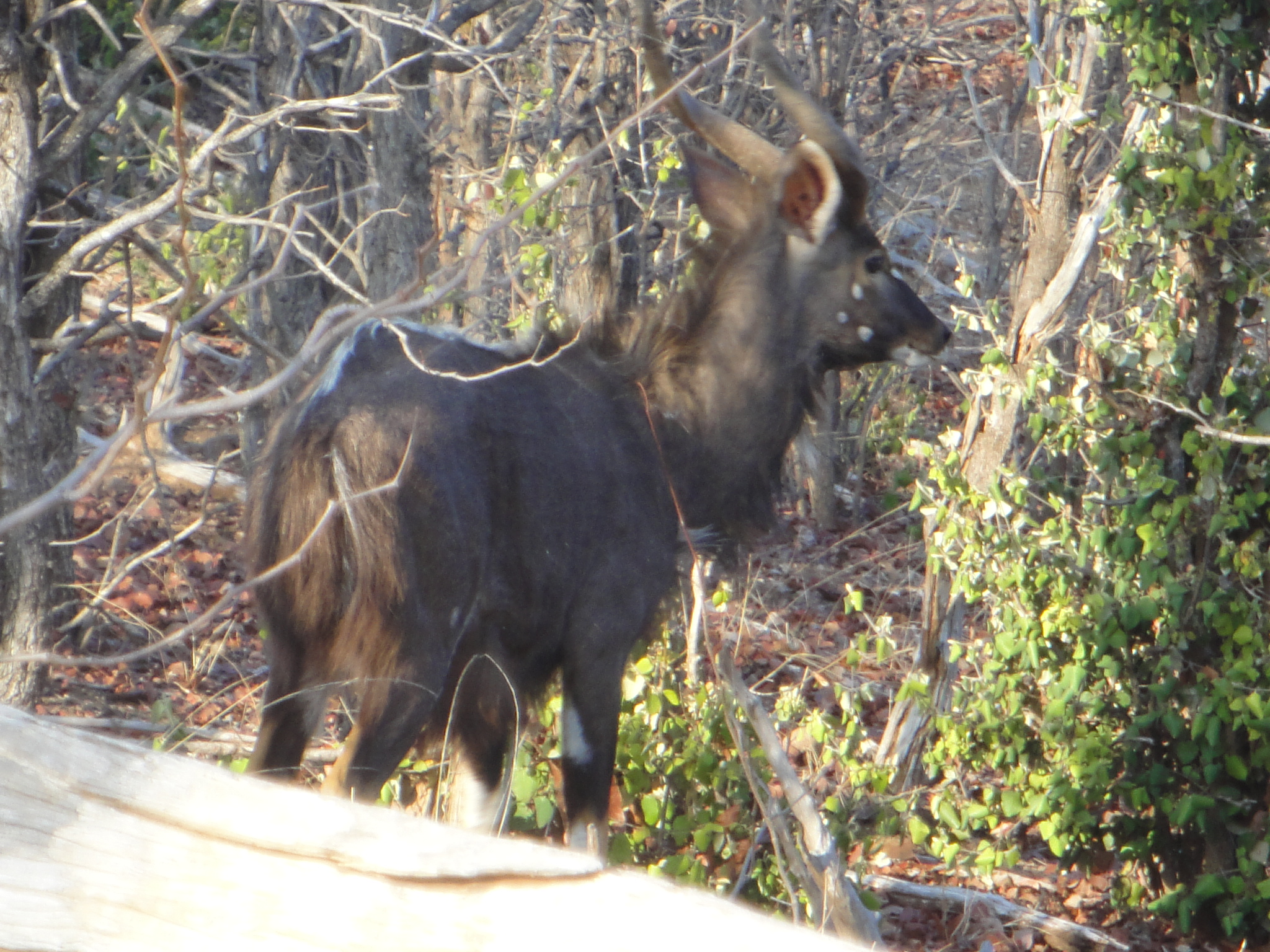
Антилопа Ньяла
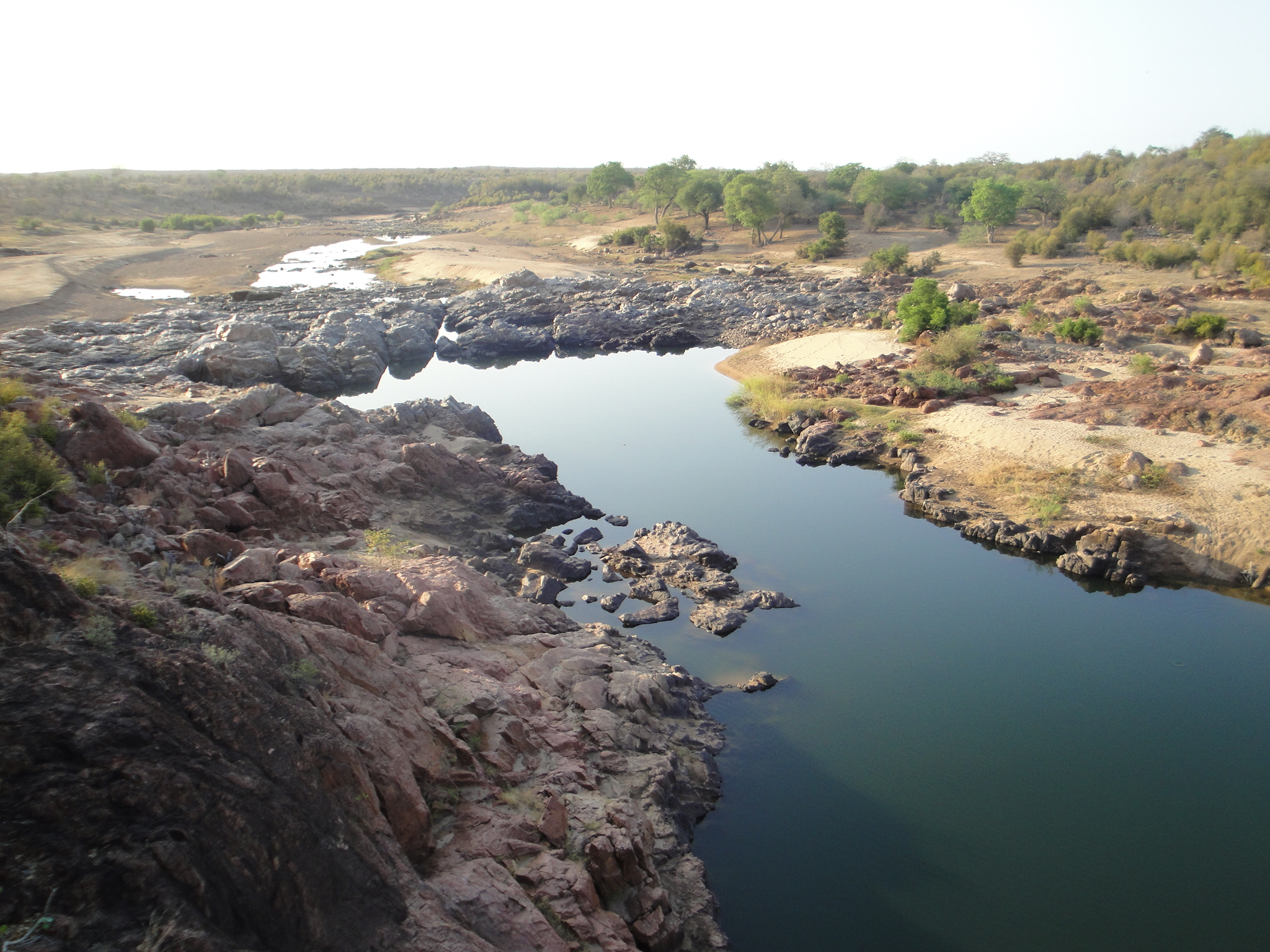
Басейни Макоквані
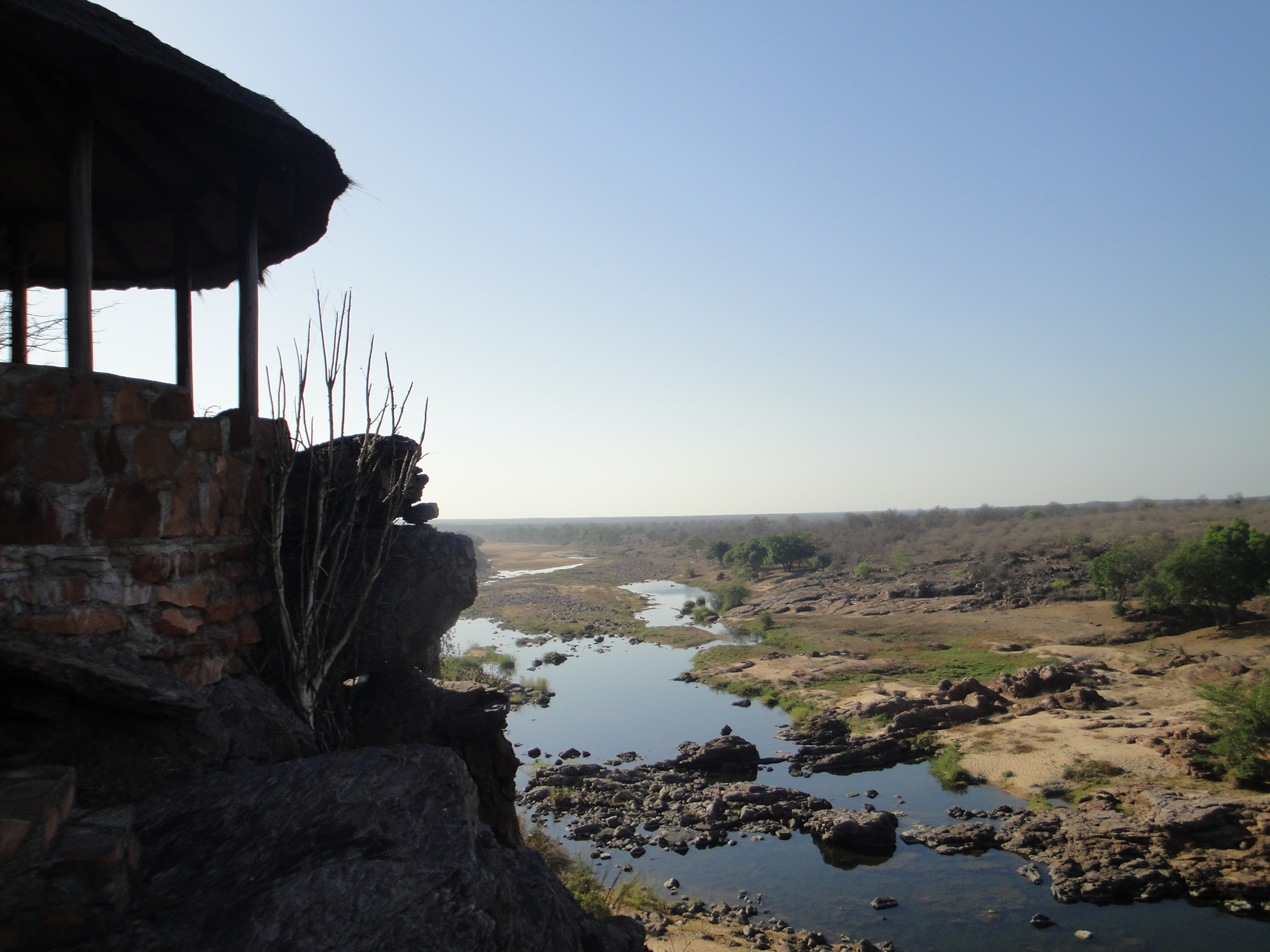
Басейн Россі
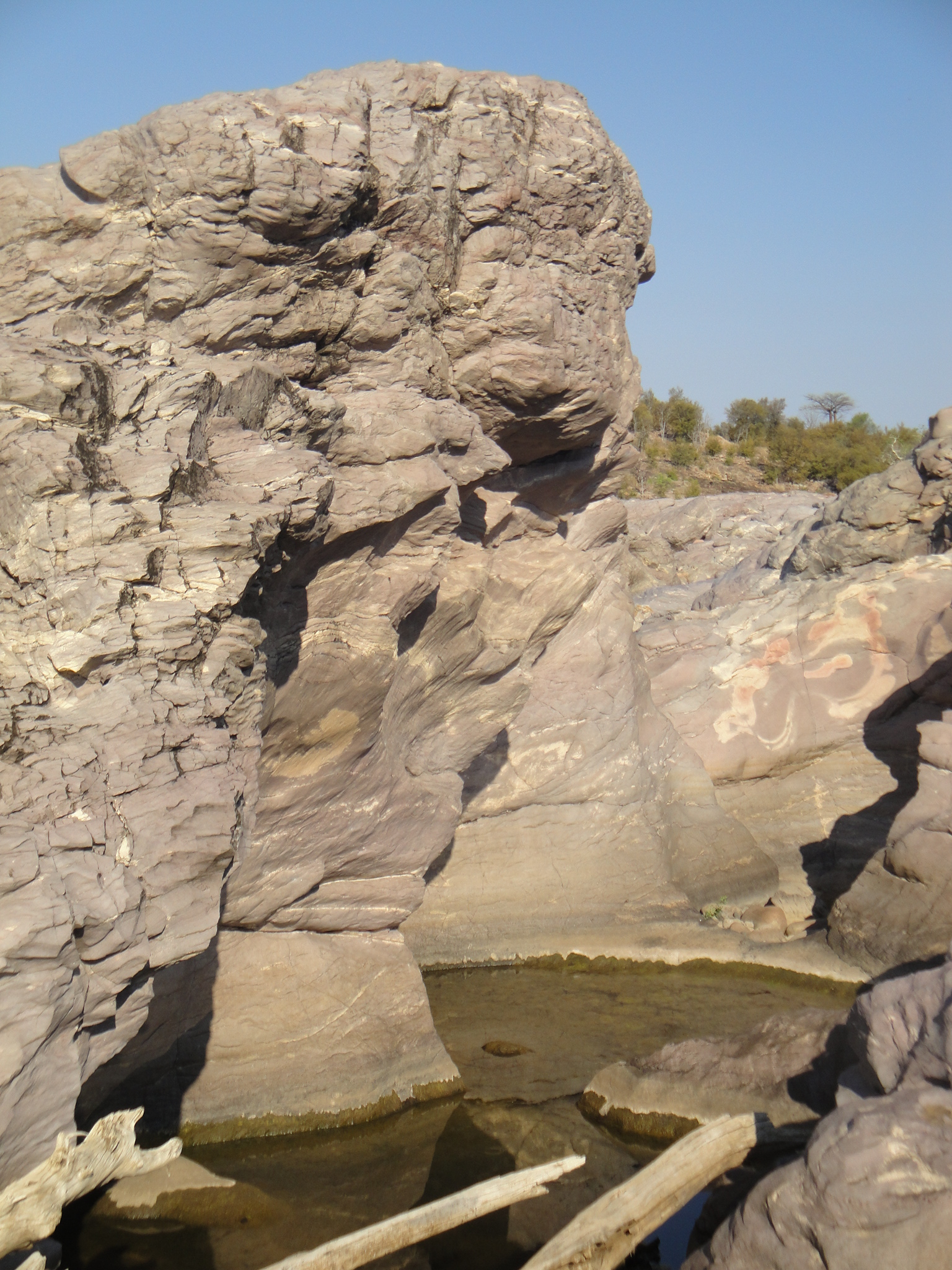
Ущелина Самалена
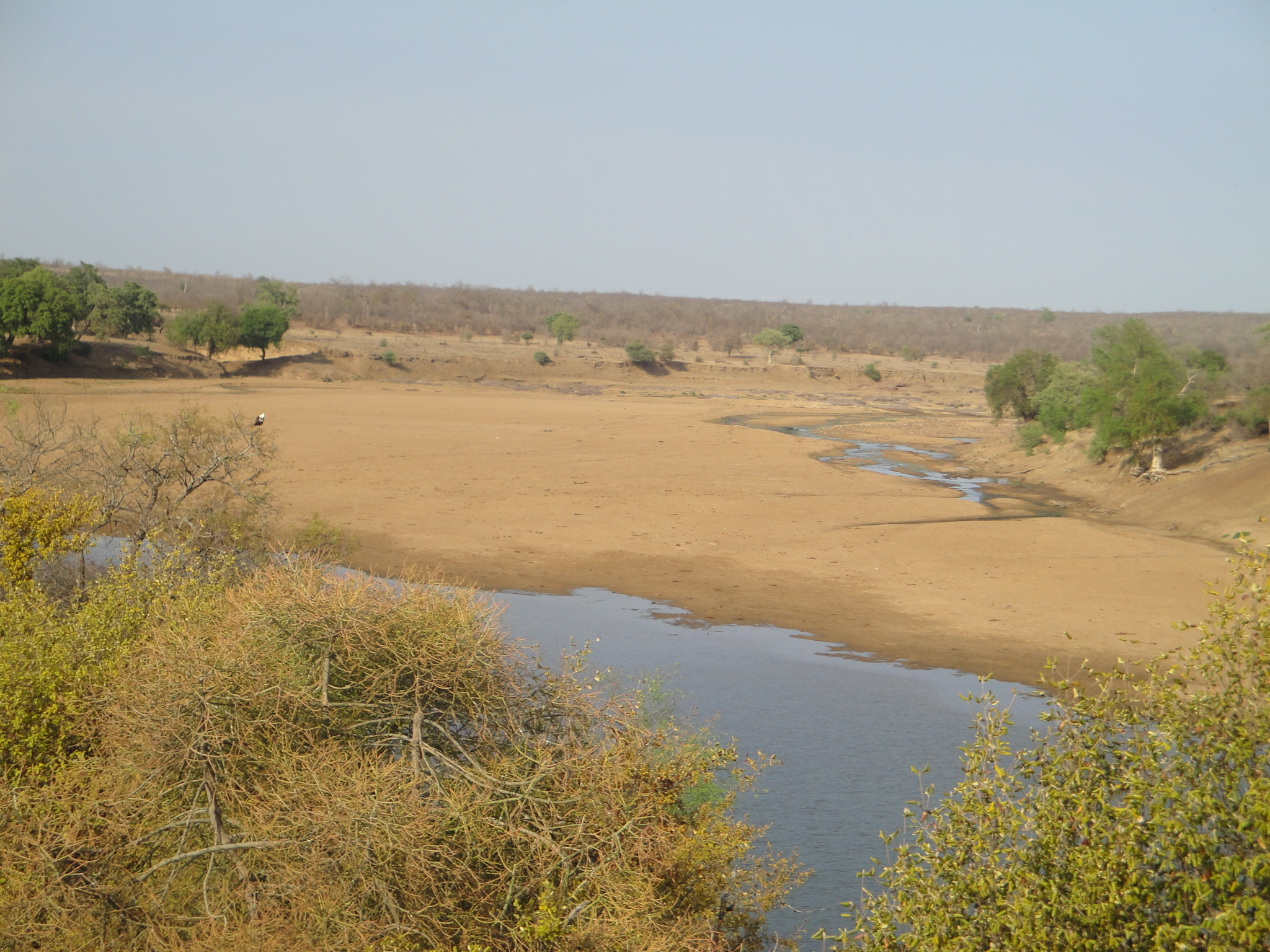
Вид з вежі Райта